# Prionacalus atys
Prionacalus atys är en skalbaggsart som beskrevs av White 1845. Prionacalus atys ingår i släktet Prionacalus och familjen långhorningar. Inga underarter finns listade i Catalogue of Life.